# Зіново
Зі́ново (рос. Зиново) — село у складі Ялуторовського району Тюменської області, Росія.
Населення — 671 особа (2010, 682 у 2002).
Національний склад станом на 2002 рік:
- росіяни — 84 %